# Puente El Ala
El puente El Ala es un viaducto ubicado entre las comunas de Chillán y Portezuelo, en la Región de Ñuble, Chile. Es un sitio reconocido en la región por ser un lugar de descubrimiento de detenidos desaparecidos durante la dictadura militar chilena.

## Historia
A principios de la dictadura militar en Chile, el puente fue lugar de descubrimiento de personas asesinadas y/o detenidas desaparecidas, quienes eran arrojadas al río Ñuble desde este viaducto.
El caso más emblemático en la zona fue el de Patricio Weitzel Pérez, de veintisiete años de edad, quien fuera encontrado muerto por su propio padre un 24 de diciembre de 1973, junto a nueve cadáveres más. El joven había sido detenido el 1 de octubre del mismo año en el Retén de Avenida Schleyer de Chillán por el cargo de atentado a una radioemisora local. También en el lugar fueron encontrados los restos de José Gregorio Retamal Velásquez y Juan Poblete Tropa.
En 1978, el puente es quemado y destruido por desconocidos, dejando a la comuna de Portezuelo alejada de la capital de la entonces Provincia de Ñuble. No fue hasta 1993, cuando el alcalde de Portezuelo, Luis Medina Canales, solicitó al presidente Patricio Aylwin, la reconstrucción de este viaducto. En 1996, fue creado un monumento en recuerdo a los detenidos desaparecidos en el sitio, obra de la artista Sandra Santander, cual consta de una escultura de acero de diez metros de altura.